# Coccineorchis
Coccineorchis je biljni rod iz porodice kaćunovki smješten u podtribus Spiranthinae. 
Postoji osam vrsta raširenih po Meksiku i Srednjoj i Južnoj Americi.

## Vrste
1. Coccineorchis bracteosa (Ames & C.Schweinf.) Garay
2. Coccineorchis cernua (Lindl.) Garay
3. Coccineorchis cristata Szlach., Rutk. & Mytnik
4. Coccineorchis dressleri Szlach., Rutk. & Mytnik
5. Coccineorchis navarrensis (Ames) Garay
6. Coccineorchis sneidernii Szlach. & Kolan.
7. Coccineorchis standleyi (Ames) Garay
8. Coccineorchis warszewicziana Szlach., Rutk. & Mytnik